# Obacs d'Oveix
Els Obacs d'Oveix és una partida del terme municipal de la Torre de Cabdella, dins del seu terme primigeni, al Pallars Jussà.
Estan situats al sud-oest d'Oveuix, a la dreta del barranc de Pui Mener. Malgrat ser un topònim oficial, no apareix en els mapes de l'Institut Cartogràfic de Catalunya.